# São José de Espinharas
São José de Espinharas är en kommun i Brasilien.   Den ligger i delstaten Paraíba, i den östra delen av landet, 1 500 km nordost om huvudstaden Brasília. Antalet invånare är 4 760.
Omgivningarna runt São José de Espinharas är huvudsakligen savann. Runt São José de Espinharas är det mycket glesbefolkat, med 6 invånare per kvadratkilometer.